# Todd Howard
Todd Howard es un director, productor y diseñador de videojuegos estadounidense. Actualmente es el productor ejecutivo del estudio Bethesda Game Studios, donde ha ejercido un papel de liderazgo en el desarrollo de las series de videojuegos The Elder Scrolls y Fallout.

## Biografía
Nació en la localidad de Municipio de Lower Macungie, Pensilvania, en 1971. Desde siempre se ha declarado aficionado acérrimo a los videojuegos, principalmente a los RPGs. Su mayor ilusión era la de crear su propio videojuego. Una vez licenciado en finanzas en The College of William and Mary, Virginia, en 1993, finalmente consiguió obtener trabajo en Bethesda Softworks, tras haberlo intentado en varias ocasiones anteriormente.
Desde su contratación, comenzó a trabajar en la serie The Elder Scrolls, concretamente en su segundo videojuego, bajo la supervisión de Ted Peterson. A partir de ahí, la empresa, consciente del futuro potencial que el diseñador podría desarrollar, comenzó a concederle protagonismo, hasta el punto de que gran parte de la popularidad que The Elder Scrolls ha tenido se debe a su trabajo. Una de sus obras más recientes fue Fallout 4, cosechando excelentes críticas de la prensa especializada, a su vez granjeandole gran cantidad de críticas por parte de los aficionados debido a inclusión de un protagonista con voz y ciertos elementos característicos de la serie ausentes.
Es una cara muy conocida de Bethesda Softworks y el marketing de "Fallout" y "Elder Scrolls".

## Obras
- The Terminator: Future Shock (1995)
- SkyNET (1996)
- Starfield (2023)

### Fallout
- Fallout 3 (2008)
- Fallout: New Vegas (Consultor creativo) (2010)
- Fallout Shelter (Productor ejecutivo) (2015)
- Fallout 4 (2015)
- Fallout 76 (2018)

### The Elder Scrolls
- The Elder Scrolls II: Daggerfall (1996)
- The Elder Scrolls Adventures: Redguard (1998)
- The Elder Scrolls III: Morrowind (2002)
- The Elder Scrolls IV: Oblivion (2007)
- The Elder Scrolls V: Skyrim (2011)

## Vida personal
El personaje recurrente de la saga The Elder Scrolls llamado M'aiq el Mentiroso sirve como avatar virtual de Todd Howard dentro de los juegos, según declaró él mismo para el documental sobre el proceso de creación de Skyrim realizado por Game Informer.
Fue un reconocido prodigio del ajedrez en su juventud, llegando a enfrentarse en un torneo juvenil contra el futuro gran maestro internacional Peter Leko.